# 宇都宮市立清原中央小学校
宇都宮市立清原中央小学校（うつのみやしりつ きよはらちゅうおうしょうがっこう）は、栃木県宇都宮市道場宿町にある公立小学校。

## 概要
校歌に「紫におう丘の上」とあるように、学び舎は鬼怒の台地にそそり立つ。

## 沿革
- 1874年（明治7年）5月7日 - 大乗寺を校舎に芳賀郡稲毛田村立格致館分舎訓蒙学舎として開校
- 1886年（明治19年）4月1日 - 芳賀郡第20番学区道場宿小学校と改称
- 1902年（明治35年）9月1日 - 高等科を併設し芳賀郡清原尋常高等小学校と改称
- 1947年（昭和22年）4月1日 - 学制改革により芳賀郡清原村立中央小学校と改称、清原中学校を併設
- 1954年（昭和29年）8月10日 - 宇都宮市と合併により、宇都宮市立清原中央小学校と改称
- 2021年（令和3年）
  - 3月24日 - 4月の分離に備え「お別れ修了式」実施[1]
  - 4月 - 当校の児童急増に対応するため宇都宮市立ゆいの杜小学校が分離新設され530人が移動。当校児童は約380人に。

## 通学区域
通学区域は以下の通り。
- 宇都宮市
  - 清原工業団地の一部、竹下町、道場宿町、野高谷町の一部、満美穴町の一部、清原台1丁 - 4丁目、
- 2021年3月までは次の区域も含まれていた（2021年4月ゆいの杜小学校へ移管）
  - 刈沼町、ゆいの杜1丁目、ゆいの杜2丁目の一部、ゆいの杜3丁目 - 8丁目、野高谷町の一部、満美穴町の一部（飛地）
  - 分離前は、野高谷町、満美穴町はそれぞれ全部が通学区域であった。

## 交通
- 宇都宮芳賀ライトレール線ゆいの杜西停留場より徒歩15分
- 国道408号「道場宿」交差点より徒歩8分
- JRバス「道場宿」バス停より徒歩6分